# Царица-гусляр
«Царица-гусляр» — русская народная сказка из сборника сказок фольклориста А. Н. Афанасьева.
В третьем томе его сборника «Народные русские сказки» имеет номер 338. По системе классификации сказочных сюжетов Aарне-Томпсона относится к сюжету 888. Перевод этой сказки на английский язык осуществлён Эндрю Лэнгом в его книге The Violet Fairy Book (1901).
Печаталаcь как в сборниках русских сказок, так выпускалась в виде аудиосказок.

## Сюжет
Один царь, долго и счастливо живший с царицей, задумал посетить места, где жил Христос. Приехав в эту страну, был схвачен местным правителем и посажен в тюрьму. Просидев в неволе три года, царь смог передать весточку своей жене с просьбой спасти его.
Царица постриглась под юношу, нарядилась музыкантом, взяла гусли и отправилась в дальнюю путь-дорогу. Достигнув царство, где в темнице сидел её муж, заиграла на гуслях так, что правитель велел позвать гусляра в свой дворец. Очаровав правителя своей музыкой, сказала, что ей надо возвращаться домой и попросила его дать ей в дорогу спутника из его пленников. Он позволил ей выбрать любого, и она взяла своего мужа.
Царица и гусляр вернулись домой, царевна первой успела зайти во дворец, сняв одежду гусляра. Царские слуги доложили, что пока царь был в плену, царица тоже отсутствовала во дворце, на что царь накинулся на жену, полагая, что она была ему неверна, а спас его какой-то гусляр. Тем временем царица успела снова нарядиться гусляром, вышла на двор и заиграла. Царь услыхал музыку, привел гусляра во дворец и сказал, что именно этот гусляр его вызволил из плена. Гусляр сбросил с себя верхнюю одёжу — и все тотчас узнали в нём царицу. Тут царь возрадовался и на радостях долго пировал в своём дворце.
Эта короткая сказка говорит о силе женской любви, которая может преодолеть любые препятствия, а также о находчивости и творческом подходе к решению возникающих перед человеком проблем.